# Kenny Rocha Santos
Kenny Rocha Santos (ur. 3 stycznia 2000 na São Vicente) – kabowerdyjski piłkarz grający na pozycji ofensywnego pomocnika. Od 2021 jest zawodnikiem klubu KV Oostende.

## Kariera klubowa
Swoją piłkarską karierę Rocha Santos rozpoczął w klubie AS Saint-Étienne. W 2016 roku zaczął grać w jego rezerwach, a następnie w trakcie sezonu 2016/2017 awansował do pierwszego zespołu. 26 lutego 2017 zadebiutował w nim w Ligue 1 w przegranym 0:1 domowym meczu z SM Caen. Zawodnikiem Saint-Étienne był do końca sezonu 2018/2019.
W lipcu 2019 Rocha Santos został piłkarzem drugoligowego AS Nancy. Swój debiut w nim zanotował 2 sierpnia 2019 w zremisowanym 1:1 wyjazdowym meczu z Valenciennes FC. W zespole Nancy występował przez dwa sezony.
Latem 2021 Rocha Santos przeszedł do belgijskiego KV Oostende. Swój debiut w nim zaliczył 24 lipca 2021 w przegranym 0:3 domowym meczu z Royalem Charleroi.
| Sezon   | Klub               | Kraj    | Rozgrywki              | Mecze | Gole |
| ------- | ------------------ | ------- | ---------------------- | ----- | ---- |
| 2016/17 | AS Saint-Étienne   | Francja | Ligue 1                | 3     | 0    |
| 2016/17 | AS Saint-Étienne B | Francja | CFA 2                  | 11    | 0    |
| 2017/18 | AS Saint-Étienne B | Francja | Championnat National 3 | 18    | 0    |
| 2018/19 | AS Saint-Étienne   | Francja | Ligue 1                | 1     | 0    |
| 2018/19 | AS Saint-Étienne B | Francja | Championnat National 2 | 18    | 0    |
| 2019/20 | AS Nancy           | Francja | Ligue 2                | 26    | 0    |
| 2020/21 | AS Nancy           | Francja | Ligue 2                | 35    | 6    |

## Kariera reprezentacyjna
W reprezentacji Republiki Zielonego Przylądka Rocha Santos zadebiutował 14 listopada 2018 w przegranym 0:4 meczu eliminacji do MŚ 2018 z Burkiną Faso, rozegranym w Wagadugu. W 2022 roku został powołany do kadry na Puchar Narodów Afryki 2021. Na tym turnieju rozegrał cztery mecze: grupowe z Etiopią (1:0), z Burkiną Faso (0:1), z Kamerunem (1:1) i w 1/8 finału z Senegalem (0:2).